# Holzburg (Ried)
Holzburg ist ein Gemeindeteil von Ried im schwäbischen Landkreis Aichach-Friedberg in Bayern. Das Kirchdorf liegt circa zweieinhalb Kilometer nordöstlich von Ried und ist über die Kreisstraße AIC 16 zu erreichen.

## Geschichte
Holzburg wurde im Jahre 1083 erstmals urkundlich erwähnt. Der Name geht vermutlich auf eine Burg „im Holz“ oder „am Holz“ zurück, die im Besitz des welfischen Dienstmannengeschlechts war. Die Burg gliederte sich in eine Haupt- und eine Vorburg, letztere an Stelle der heutigen Kirche. Die Burg diente dazu, den Besitz des welfischen Hauptsitzes in Mering zu sichern. Die Burg wurde vermutlich in die Auseinandersetzungen der Welfen mit dem Hochstift Augsburg hineingezogen und schließlich zerstört.
Holzburg liegt auf der Gemarkung von Eismannsberg.
Die selbstständige Gemeinde Eismannsberg wurde mit dem Ortsteil Holzburg im Zuge der Gemeindegebietsreform am 1. Mai 1978 nach Ried eingegliedert.

## Baudenkmäler
Siehe auch: Liste der Baudenkmäler in Holzburg
- Katholische Filial- und Wallfahrtskirche Maria Hilf